# 사이토 다카시 (야구인)
사이토 다카시(일본어: 斎藤 隆, 1970년 2월 14일 ~ )는 일본의 전 프로 야구 선수이자 야구 해설자이자 야구 평론가 이자 현 일본프로야구 센트럴 리그의 요코하마 DeNA 베이스타스의 1군 수석코치 겸 투수코치이다.
메이저 리그 시절의 별명은 ‘Sammy’(새미).

## 인물

### 프로 입단 전
도호쿠 고등학교 시절에는 2년 선배이자 훗날 대학·프로에서 같은 팀 동료가 되는 사사키 가즈히로와 한신 타이거스에서 활약한 가사이 미노루가 있었다. 3학년 때에는 1루수로서 제69회 전국 고교 야구 선수권 대회에 출전했다. 고교 졸업 후 도호쿠 복지대학에 진학하여 대학 진학 후에도 야수로서 활약하고 있었는데 2학년 때인 연습 중에 심심풀이로 투수 연습을 하고 있었던 것을 감독이 주목한 것이 계기가 되면서 그대로 본격적으로 투수로 전향했다. 미일 야구 대회의 일본 대표팀 선발에 뽑힐 정도의 선수로 성장했다.
1991년 프로 야구 드래프트 회의에서 요코하마 다이요 웨일스와 주니치 드래곤스로부터 1순위 지명을 받았고 추첨 결과 다이요가 지명권을 획득, 추정 계약금 1억 엔과 연봉 900만 엔으로 입단했다. 사이토의 팀 동기는 미우라 다이스케, 나가이케 야스오 등이 있다.

### 다이요·요코하마 시절

#### 입단 초기 ~ 1998년
신인 시절이던 1992년에 즉시 전력감으로 기대를 받아 프로 첫 등판을 이뤘지만 단 한 번도 승리 투수가 되지 못한 채 시즌을 마쳤다. 이듬해인 1993년에 개막 로테이션에는 들어가지 못했지만 곧바로 선발 로테이션에 정착해서 규정 투구 이닝을 채웠다. 신인왕 유자격자 중 최다인 8승을 올렸지만 같은 신인왕 후보에 올랐던 이토 도모히토(야쿠르트 스왈로스)가 차지하면서 신인왕을 놓쳤다.
1994년에는 개막 이후부터 91과 2/3이닝 연속 무피홈런을 기록하는 등 좋은 성적을 남겼고 그해 올스타전에 첫 출전했다. 하지만 실력은 있으면서도 결정적인 승부처에서 안타를 맞는 등 패전 수가 앞섰으며 로테이션에 들어간 1993년부터 1995년까지 3년 간은 좀처럼 두 자릿수 승리에는 도달하지 못했다. 1996년에는 선발 투수로서 독립시키려고 시도한 신임 감독 오야 아키히코의 배려에 의해 11차례 완투를 했고 프로 데뷔 후 처음으로 두 자릿수 승리(10승)를 기록했다. 그러나 패전 수도 시즌 승수와 같은 10패를 기록했다. 게다가 206개의 탈삼진을 기록하면서 프로 데뷔 후 첫 타이틀인 최다 탈삼진 타이틀을 획득했고 그해 4월에는 자신의 첫 월간 MVP도 수상했다. 그런 한편으로 31개의 피홈런을 기록했는데 그 중에서도 요미우리 자이언츠의 마쓰이 히데키에게서 7개의 홈런을 허용했다.
1997년, 춘계 스프링 캠프 도중에 오른쪽 팔꿈치에 유리 연골이 발견돼 제거 수술을 받았다. 시즌 종반에는 2군에서의 등판 복귀가 이뤄졌지만 부상과 팀이 대약진을 하고 있었던 점도 있어 단 한 번도 1군 등판을 하지 못한 채 시즌을 마쳤다. 이듬해 1998년 4월 5일에 중간 계투로서 복귀 등판했고 4월 29일에는 583일 만에 승리 투수가 됐다. 중반 이후 선발로 나와 복귀를 이뤘고 그해 13승 5패 1세이브의 좋은 성적으로 38년 만의 리그 우승과 일본 시리즈 우승에 기여했다. 세이부 라이온스와 맞대결을 펼친 일본 시리즈에서는 역대 9번째인 첫 등판·첫 완봉을 동시에 거두는 등의 활약으로 우수 선수로 선정됐고 센트럴 리그의 컴백상을 수상했다.

#### 1999년 ~ 2005년
1999년에는 개인 최고 성적인 14승을 기록했고 패전 수도 3패에 불과했으며 8할 2푼 4리라는 높은 승률을 기록했는데도 불구하고 3년 전을 웃도는 32개의 피홈런을 기록했다. 이듬해 2000년에는 6승 10패, 평균 자책점 5.52라는 성적을 기록, 전년부터 성적이 크게 떨어졌다.
요코하마에서는 1999년 시즌 종료 후 팀내 부동의 구원 에이스 투수였던 사사키 가즈히로가 자유 계약 선수로 미국 메이저 리그 팀인 시애틀 매리너스에 이적한 이후 팀에 확고한 마무리 투수가 없었기 때문에 2001년에 부임한 모리 마사아키 신임 감독은 ‘나는 너와 같이 간다’라고 말하면서 애당초 마무리 투수 전향에 난색을 드러냈던 사이토를 마무리 투수로 전향시켰다. 모리 감독의 마무리 투수 기용 전략은 성공했고 성적도 7승 1패 27세이브, 평균 자책점 1.67이라는 좋은 성적을 남겼다. 사이토 자신은 이 때의 경험이 훗날 선발, 그리고 메이저 리그에서의 생활에 있어서 큰 도움이 됐다고 말했다.
2002년에도 작년과 마찬가지로 마무리 투수로서 활약하는 등 1승 2패 20세이브를 기록했고 시즌 종료 후에는 FA 자격을 얻었다. 메이저 리그로의 이적을 모색했지만 결국 요코하마와 3년 총액에 7억 3,000만 엔의 재계약을 맺고 그대로 잔류했다. 그해 시즌 종료 후 감독으로 취임한 야마시타 다이스케의 의향에 따라 이듬해 2003년부터는 선발로 복귀하여 안정감이 부족함에도 불구하고 6승을 올렸다.
2004년에는 제구가 흔들릴 정도의 부진을 겪으면서 2승 5패를 기록하는 데에만 그쳤다.
2005년 시즌 종료 후 사이토는 자신의 가족들에게 “단 한 번이라도 좋으니까 메이저 리그에서 뛰고 싶다”며 설득했고 재차 메이저 리그 도전을 목표로 해서 자유 계약 선수가 됐고 미국인 대리인과 계약을 맺었다. 그러나 36세가 되는 고령인 점이나 최근 수 년 간의 부진이 계속되고 있다는 점에서 사이토에게 관심을 나타내는 메이저 리그 구단은 좀처럼 나오지 않았다.

### 로스앤젤레스 다저스 시절

#### 2006년

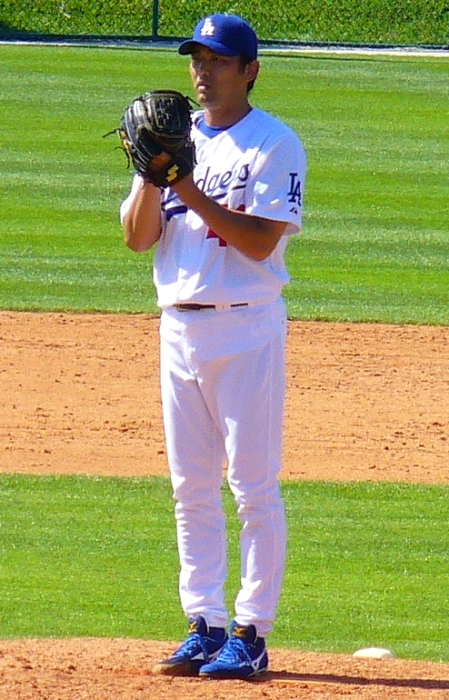
로스앤젤레스 다저스 시절의 사이토(2007년)

2월 7일에 로스앤젤레스 다저스와 마이너 리그 계약을 맺고 스프링 트레이닝에 초대 선수로서 참가했다. 7경기에 등판하여 평균 자책점 4.09, WHIP 1.27의 성적으로 마감하고 3월 23일에 트리플 A팀인 라스베가스로 이동하라는 통보를 받고 팀의 개막전은 관중석에서 관전했다고 한다. 그러나 정규 시즌 개막 직후에 마무리 투수를 맡고 있던 에릭 가니에가 오른쪽 팔꿈치 통증으로 부상자 명단에 들어갔기 때문에 가니에와의 교체로 4월 7일에 메이저 리그에 승격됐다. 같은 달 9일 필라델피아 필리스와의 경기에서 메이저 리그 진출 이후 첫 등판을 이뤘고 18일의 시카고 컵스와의 경기에서 첫 승리를 장식하는 등 팀 동료인 샌디 알로마 주니어로부터 ‘Welcome to the Big League!’(웰컴 투 더 빅 리그)라는 축하를 받았다고 한다.
당초에는 중간 계투로서 기용됐지만 등판 8경기째까지 무실점, 4월에는 12경기에 등판하여 13이닝을 7피안타 1실점 15탈삼진의 좋은 성적을 남겼다. 5월에는 가니에의 대역을 맡고 있었던 대니스 바에즈를 대신해서 마무리 투수로 지명돼 5월 15일 콜로라도 로키스와의 경기에서 메이저 리그 진출 이후 첫 세이브를 올렸다. 6월 2일에 가니에가 복귀하면서 한동안 중간 계투로 돌아왔지만 가니에의 오른쪽 팔꿈치 통증 재발에 의해서 또다시 마무리 투수로 지명됐고 7월 5일 애리조나 다이아몬드백스와의 경기까지 15경기 연속 무실점을 기록했다.
그러나 9월 18일 샌디에이고 파드리스와의 경기에서는 플레이오프 진출을 향해서 팀으로서는 절대로 패하면 안되는 경기였는데 9회초에 1점 뒤지고 있는 상황에서 마운드에 올랐지만 제구력 난조로 안타를 맞는 등 점수차이를 4점으로 벌려 놓았다. 벤치에 돌아와서는 고개를 떨궈 아래를 계속 내려다보고 있었지만 팀 동료로부터 ‘시선을 위로 향하라’, ‘네가 있어서 여기까지 올 수 있었다’, ‘우리가 점수를 만들어 줄테니까 지켜 보고 있어달라’며 격려를 받았다고 한다. 이어지는 9회말에 분발한 다저스 타선이 반격에 나서며 4번 타자인 제프 켄트를 필두로 4자 연속으로 솔로 홈런을 치는 등 동점을 따라 잡았다. 이후 10회초에 애런 실리가 다시 1점을 내줬지만 사이토를 가장 격려해줬다는 노마 가르시아파라가 10회말에 역전 끝내기 2점 홈런을 좌익수 방향으로 때려내며 극적인 승리를 거뒀다. ‘노마와는 운명적인 것을 느낀다’라고 울면서 가르시아파라에게 감사의 말을 전했다. 가르시아파라는 같은 달 24일 애리조나 다이아몬드백스와의 경기에서도 끝내기 만루 홈런을 날리면서 사이토에 승리를 안겼다. 같은 달 30일 샌프란시스코 자이언츠와의 경기에서 구단 신인 기록에 해당되는 24세이브째를 올렸다.
그 해에는 팀내 최다인 72경기에 등판하여 평균 자책점 2.07, 구원 투수 가운데 리그 1위인 WHIP 0.91, 같이 양대 리그 최다가 되는 107개의 탈삼진을 기록하는 등 좋은 성적을 올렸고 사이 영 상의 선출 투표에서 8위로 랭크됐다. 훗날 피츠버그 파이리츠와 계약하는 구와타 마스미는 이러한 사이토의 성공이 자신에게 메이저 리그 도전을 결단하게 만들었다고 말했다. 포스트 시즌으로는 뉴욕 메츠와의 디비전 시리즈에서 2경기에 등판하여 2와 2/3이닝을 무실점으로 막았지만 리드한 상황에서의 등판 기회는 없어서 팀은 3연패를 당했다. 시즌 오프에는 1년 간 100만 달러(약 1억 1500만 엔), 성과급 지급 30만 달러로 계약을 갱신했다.

#### 2007년
그해에는 마무리 투수로서 기용돼 시즌 개막 이후부터 순조롭게 세이브를 올렸다. 6월에는 패배가 계속되고 있던 팀의 침체된 분위기를 지우기 위해 경기 후 로스앤젤레스의 가게에서 사무라이 의상을 구입, 다음 경기를 앞두고 사무라이의 모습으로 로커룸을 돌아다녀 팀 동료들을 웃겼다(이튿날의 경기 전에도 사무라이 모습으로 등장했는데 평상시에는 거의 웃지 않는 것으로 유명한 제프 켄트도 호평했다고 한다). 또한 본인의 블로그에 의하면 대전 상대인 뉴욕 메츠의 선수에게도 큰 호평을 받아 팀의 침체된 분위기를 누그러뜨리게 만들었다고 한다.

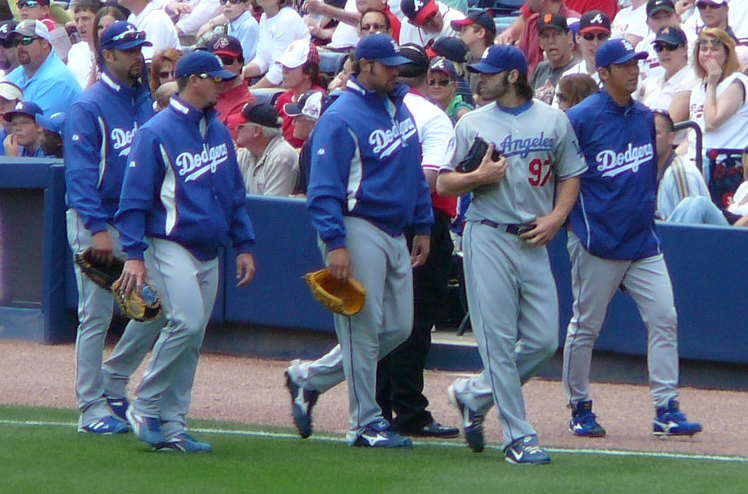
다저스 투수진들과 함께 그라운드를 누비는 사이토(맨 오른쪽, 2008년)

26일의 애리조나 다이아몬드백스와의 경기에서 일본인 메이저 리그 최고 구속이 되는 99 mph(약 159 km/h)를 기록했다. 이것은 정규 시즌 중에 일본인 선수가 측정한 구속으로서는 이라부 히데키, 이가라시 료타, 야마구치 가즈오를 제치고 역대 최고 속도가 됐다(2010년에 요시노리가 161 km/h를 기록하여 경신). 이 경기에서는 98 mph(약 158 km/h)도 측정했는데 사이토 본인에 의하면 일본에서의 자기 최고 속도가 153 km/h였기 때문에 ‘올해에 99마일이라니 어찌된 건가’라고 본인도 반신반의했지만 구장 내의 표시와 TV 중계에서의 표시는 모두 같은 숫자를 보여주고 있었다. 더욱이 이 날에 기록한 세이브에 의해 메이저 리그 진출 이래 48차례의 세이브 기회에서 45차례의 성공을 거둬 첫 세이브 기회부터의 구원 성공률로 44/48인 가니에를 누르고 메이저 리그 신기록을 수립했다. 전반기에서만 23세이브를 기록하는 등 변함없는 안정감을 보여줬다는 평가를 받아 7월 11일에 열린 올스타전에 감독 추천으로 첫 출전했다. 최고 속도 97 mph(약 156 km/h)을 측정해 1이닝을 삼자범퇴로 막았다.
8월에도 뛰어난 안정감을 보여주면서 월간 MVP 후보에도 올랐지만 일본인 투수로서는 최초로 DHL Delivery Man of the Year Award를 수상했다. 시즌에서도 점입가경이 된 9월 19일에 콜로라도 로키스와의 더블헤더 2차전에서 1점 리드한 9회말에 등판했다. 치열한 와일드카드 경쟁 속에서 맞이한 이 일전에서 역전 끝내기 2점 홈런을 맞고 시즌 첫 패배를 당했다. 결과적으로 콜로라도 로키스는 이 승리를 계기로 무서운 기세를 펼쳤고 샌디에이고 파드리스와의 플레이오프에서 제압하여 와일드카드를 획득했다. 다저스는 컨디션이 급격하게 떨어지면서 와일드카드 경쟁에서 탈락하는 수모를 겪었다. 그러나 사이토는 이해 내셔널 리그 3위인 39세이브, 내셔널 리그 구원 투수 중에서 가장 낮은 평균 자책점 1.40과 WHIP 0.72를 기록(메이저 리그 전체에서는 J. J. 퍼츠의 평균 자책점 1.38, WHIP 0.70에 이은 2위)하는 등 뛰어난 성적을 남겼다.
오프에는 연봉 200만 달러(약 2억 1600만 엔)+성과급 지급 20만 달러로 다저스와 재계약을 맺었고 또한 매년 오프에 발표되는 미국의 스포츠 통계 전문 회사인 ‘일라이어스 스포츠 뷰로’에 의한 현역 메이저 리그 랭킹에서 내셔널 리그의 구원 투수 부문 1위라는 평가를 받았다(일본인 메이저 리거로서는 최초인 랭크 1위). 이 랭킹은 FA 보상의 공식 자료로 인정받고 있어서 투수의 경우에는 등판 횟수, 평균 자책점 등 모든 성적에서 독자적인 계산식으로 득점화하고 있다. 보상에 관해서는 과거 2년 분의 성적이 대상으로 삼고 있다. 2년 간 통산 성적에서 63세이브는 리그 7번째(최다 기록은 트레버 호프먼에 의한 88세이브)였지만 2년 간 통산으로 각각 리그 1위인 평균 자책점 1.77, WHIP 0.82, 피타율 1할 6푼 6리, 탈삼진률 11.67으로 평가받았다.

#### 2008년
작년과 마찬가지로 마무리 투수로서 기용됐고 전반기에는 평균 자책점 2.18, WHIP 1.06의 성적을 남기며 호투를 이어갔지만 7월 12일 플로리다 말린스와의 경기에서 오른쪽 팔꿈치 인대가 끊어지는 부상을 입어 부상자 명단에 들어갔다. 9월 15일 피츠버그 파이리츠와의 경기에서 복귀했지만 복귀 후에는 평균 자책점 4.76, WHIP 1.92라는 기대 이하의 성적을 남겼고 포스트 시즌인 시카고 컵스와의 디비전 시리즈에서도 3연타를 맞고 강판됐다. 필라델피아 필리스와의 리그 챔피언십 시리즈에서는 최종 명단에서 제외됐다.

### 보스턴 레드삭스 시절

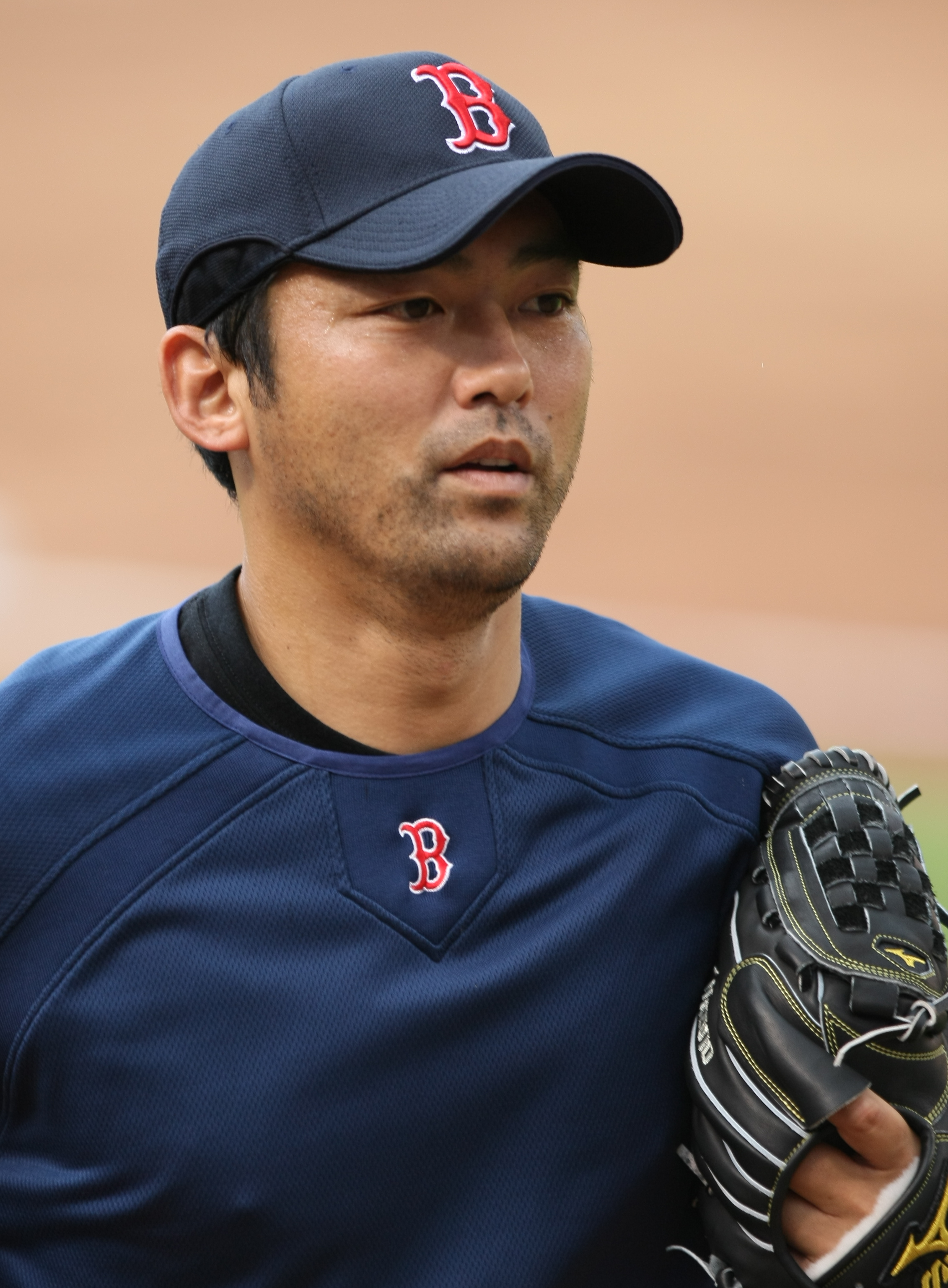
보스턴 레드삭스 시절의 사이토(2009년)

2009년 1월 10일에 보스턴 레드삭스와 1년 150만 달러+성과급 지급 600만 달러로 계약을 맺었다(2년째는 구단 옵션). 보스턴 레드삭스에서는 매니 델카멘, 오카지마 히데키 등과 함께 마무리 투수로서 기용할 가능성이 높다고 전망돼 계약에서는 ‘8회와 조너선 파펠본의 휴양일 마무리’라고 전해졌다고 보도됐다. 6월 11일에 미일 통산 100승째를 올리면서 미일 통산 100승과 100세이브를 동시에 달성했다. 이튿날에도 승리 투수가 되면서 일본인 메이저 리거로서는 최초로 2경기(2일) 연속 승리 투수가 됐다.
전반기는 평균 자책점 3.52, WHIP 1.37로 본래의 힘을 발휘하지 못했고 최종적으로 탈삼진률, 볼넷 허용률, WHIP 모두 본인으로서는 최악의 성적으로 끝났지만 후반기에는 평균 자책점 1.08, WHIP 0.92로 호투하면서 메이저 리그 진출 이래 4년 연속으로 평균 자책점 2.50 미만을 기록했다. 다음 시즌의 계약 옵션은 구단측이 갖고 있었지만 2010년 연봉이 되는 ‘2009년의 연봉+인센티브’가 600만 달러로, 마무리 투수로서는 이례적으로 높은 액수가 돼버렸기 때문에 옵션을 행사하지 않고 웨이버 공시됐다. 12월 4일에 애틀랜타 브레이브스와 1년 계약을 맺었다.

### 애틀랜타 브레이브스 시절
2010년에는 마무리 투수인 빌리 와그너에 이은 마무리 투수로서 기용돼 내셔널 리그 9위인 FIP 2.43, 내셔널 리그 6위인 11.50의 탈삼진률을 기록하는 등 팀의 플레이오프 진출에 기여했다. 이 해에는 특히 직구가 효과를 발휘해서 직구의 스탠딩 삼진률은 양대 리그 1위인 33.5%를 기록했다. 5월 30일 피츠버그 파이리츠와의 경기에서 첫 승리를 거뒀고 동시에 일본인 투수로서는 최초로 40대에서의 승리를 달성했다. 8월 8일 샌프란시스코 자이언츠와의 경기에서는 3점 리드한 9회 1사에서 2루타를 맞은 것 외에는 3자 헛스윙 삼진으로 막아내 일본인 투수로서는 최초로 40대에서의 세이브를 달성하는 쾌거를 이뤘다. 7월 31일에는 일본인 투수로서는 하세가와 시게토시 이래 5년 연속 40경기 등판을 달성했다. 8월 29일에는 브라이언 맥캔의 메이저 리그 최초의 비디오 판정에 의한 끝내기 홈런으로 시즌 2승째를 기록했다.
그 후에도 9월 16일까지 6경기 연속 무안타와 무실점 호투를 이어갔지만 9월 17일 뉴욕 메츠와의 경기에서 8회에 2자 연속 삼진을 빼앗은 후 3번째 타자에게 2구째를 던진 후 오른쪽 어깨 통증을 호소하며 강판됐다. 팀의 플레이오프 진출을 놓고 경쟁이 계속되고 있는 와중에 “약이나 주사를 맞고도 돌아오고 싶다”고 말했다. 검사 결과 오른쪽 어깨 건염이라는 진단이 내려졌지만 부상자 명단에는 들어가지 않았고 10월 2일 필라델피아 필리스와의 경기에서 5점 뒤진 9회에 등판하여 복귀했다. 그러나 타자 6명을 상대로 피안타 2개와 볼넷 3개를 기록했고 1사 1, 2루 상황에서 적시 2루타를 허용한 것 외에도 만루 상황에서 밀어내기 볼넷을 허용하는 등 원 아웃 상태에서 강판돼 정규 시즌을 마쳤다.
포스트 시즌에서는 샌프란시스코 자이언츠와의 디비전 시리즈의 엔트리에서 제외됐고 리그 챔피언십 시리즈에서의 복귀를 목표로 플로리다에서 치르는 교육 리그에서의 조정을 명령받고 있었지만 디비전 시리즈 2차전에서 왼쪽 옆구리를 다친 빌리 와그너를 대신해 3차전에서 엔트리에 포함됐다. 그러나 등판없이 팀은 4차전에서 패했다.

### 밀워키 브루어스 시절
2011년 1월 5일에 밀워키 브루어스와 1년 계약을 맺었다. 4월 4일 애틀랜타 브레이브스와의 경기 도중 왼쪽 허벅지 통증으로 부상자 명단에 들어갔으며 28일에는 트리플 A팀인 내슈빌 사운즈에서 조정 등판했지만 왼쪽 옆구리 통증으로 강판됐다. 6월 15일에 다시 트리플 A팀에서 조정 등판했지만 그 후 또다시 왼쪽 옆구리 통증을 일으켰다. 7월 2일 미네소타 트윈스와의 경기에서 메이저 리그에 복귀했고 7월 20일 애리조나 다이아몬드백스와의 경기에서는 메이저 리그 통산 300경기 등판을 달성했다. 8월 14일 피츠버그 파이리츠와의 경기에서 최고 속도 94 mph(약 151 km/h)를 기록하는 투구로 시즌 3승째를 올렸다. 8월 16일에는 동점을 맞이한 9회초에 등판해서 삼자범퇴로 막아냈고 9회말에 팀이 끝내기 승리를 거둔 것에 의해서 시즌 4승째를 올렸다(2014년 기준으로, 41세 183일에서의 승리는 일본인 메이저 리거 최고령 승리 기록으로 남아 있다). 후반기에는 25경기에 등판하여 3승 1패 8홀드, 평균 자책점 1.66, WHIP 1.06으로 호투를 계속하여 팀의 29년 만에 지구 우승에 기여했고 마쓰이 히데키를 제치고 일본인 메이저 리거 사상 최다인 5번째의 포스트 시즌 출전을 이뤘다.
애리조나 다이아몬드백스와의 디비전 시리즈 2차전에서 6회에 등판해 최고 속도 93 mph(약 150 km/h)을 기록하는 투구로 1이닝을 무실점으로 막아내 포스트 시즌 첫 승리를 기록했고 팀의 29년 만에 디비전 시리즈 돌파에 기여했다. 세인트루이스 카디널스와의 리그 챔피언십 시리즈에서는 앨버트 푸홀스를 2타수 무안타로 막아내 ‘푸홀스가 나오면 등판’이라는 지시도 받았고 6차전에서 사사키 가즈히로에 이은 일본인 메이저 리거 최장 타이 기록인 포스트 시즌 통산 7경기 연속 무실점을 기록하는 등 플레이오프에서 총 6경기 7이닝을 무득점으로 막아내는 호투를 보였지만 이 경기에서 팀은 패했다. 사이토는 눈물로 인해 눈이 벌겋게 충혈되면서 “정상을 맛보고 센다이에 돌아가고 싶었다”고 말했다. 부시 스타디움에서 열린 세인트루이스 카디널스와 텍사스 레인저스의 월드 시리즈에서는 NHK의 TV 중계로 미국 현지에서 게스트 해설을 맡았다.
시즌 종료 후에는 플레이오프에서의 안정감과 과거의 업적, 풍부한 경험을 평가받아 6개 구단 이상으로부터 관심을 보여서 FA랭크는 일본인 선수로서 유일한 A판정을 받았고 사이토의 대리인이 “그는 와인과 같은 선수다. 해를 거듭할수록 좋아지고 있다”라고 말했다.

### 애리조나 다이아몬드백스 시절
2011년 12월 14일에 애리조나 다이아몬드백스와 1년 175만 달러(약 1억 3,600만 엔)로 계약을 맺었는데 이 구단에 일본인 선수가 소속되는 것은 처음이었다.
이듬해 2012년, 시즌 개막을 앞두고 오른쪽 장딴지 부분에 통증을 일으켜 부상자 명단에 들어간 상태에서 시즌 개막을 맞이했다. 그 후 마이너 리그로 내려가면서 조정을 계속하고 있었지만 20일에 또다시 오른쪽 장딴지 부분에 통증을 일으켰다. 6월부터 마이너 리그에서의 재활 등판을 시작했지만 6월 30일에 오른쪽 어깨 통증을 일으켰고 루키 리그에서 재활 등판을 한 후 7월 21일에 부상자 명단에서 복귀했다. 그러나 10경기에 등판한 후 8월 14일에 왼쪽 허벅지 뒷부분에 통증을 일으켜 다시 부상자 명단에 들어갔고 9월 1일에 복귀했다. 직구의 평균 구속이 작년과 같은 90.7 mph(약 146 km/h), 최고 속도 93 mph(약 150 km/h)을 기록했지만 12이닝을 던져 4개의 홈런을 맞는 등 16경기에 등판하여 평균 자책점 6.76, WHIP 1.83이라는 최악의 성적을 남겼다. 팀도 포스트 시즌 진출에는 실패했고 시즌 종료 후에는 “올해도 전력을 다할 작정이었지만 예년과는 다른 느낌이 들었다. 올해 만큼 컨디션 관리의 어려움을 느꼈던 적은 없다”고 자신의 심경을 토로했다.

### 라쿠텐 시절
2012년 12월 29일에 도호쿠 라쿠텐 골든이글스와 1년 계약에 합의한 것이 발표되면서 요코하마 시절인 2005년 이후 8년 만에 일본 야구계로 복귀하게 됐다. 이듬해 2013년 1월 9일에 입단 기자회견을 가졌다.

#### 2013년
일본 프로 야구계에 복귀한 1년째인 2013년에는 부상의 영향으로 시즌 개막을 2군에서 맞이했다. 5월 6일 오릭스 버펄로스와의 경기(K스타 미야기)에서 일본 야구계 복귀 후 첫 등판했다. 이 경기에서 사이토는 8회초에 1이닝을 무실점으로 막아내며 이어지는 8회말의 라쿠텐의 공격에서 팀 타선이 역전했기 때문에 일본 야구계에서 사이토 자신으로서는 2,768일 만에 승리 투수가 됐다. 43세 6개월로 맞이한 8월 24일 지바 롯데 마린스와의 경기(K스타 미야기)에서는 9회말 원 아웃 상황에서 대럴 래스너의 부상에 의한 긴급 등판에서 타자 3명을 1피안타(무자책점)로 막아내 일본 야구계에서는 2002년 9월 25일 히로시마전 이래 3,986일 만에 세이브를 기록, 43세 6개월에서의 세이브 기록은 일본 프로 야구 역대 두 번째의 연장자 기록이 됐다. 게다가 래스너가 부상으로 전력에서 이탈하고 나서는 마무리 투수로서 구단 첫 퍼시픽 리그 우승에 기여했다. 정규 시즌에서는 공식전 30경기에 등판하여 3승 4세이브를 기록하는 것과 동시에 방어율을 2점대의 평균 자책점을 기록했다. 지바 롯데와의 클라이맥스 시리즈 파이널 스테이지에 4차전에서 팀의 4번째 투수로 등판해 2/3이닝을 막아내는 것과 동시에 일본 프로 야구 포스트 시즌 사상 최고령 승리 투수가 됐다.

#### 2014년
44세 4개월로 맞이한 7월 2일 오릭스와의 경기(교세라 돔 오사카)에서 세이브를 기록했는데 고미야마 사토루가 갖고 있던 44세 0개월의 일본 프로 야구 최고령 세이브 기록을 경신했다. 7월 11일 지바 롯데와의 경기(코보스타 미야기)에서도 9회에 등판하여 1이닝을 무실점으로 호투해 최고령 세이브 기록을 경신했다. 7월 21일 사이타마 세이부 라이온스와의 경기(세이부 돔)에서 8회에 1이닝을 무실점에 막아냈고 직후에 팀이 역전승을 거두면서 44세 4개월에 승리 투수가 되는 등 우완 투수 최고령 승리 기록을 달성했다.
최종적으로는 31경기에 등판하여 2.59의 평균 자책점을 기록했다.

#### 2015년
시즌 개막을 2군에서 맞이했지만 4월 14일에는 정규 시즌 처음으로 출전 선수로 등록됐다. 하지만 이튿날인 15일 세이부와의 경기(세이부 프린스 돔)에서 26살 아래(19세)인 모리 도모야에게 홈런을 맞는 등 극도의 부진을 겪어 2경기에 등판했을 뿐 같은 달 17일에 등록이 말소됐다. 8월 16일, 사이토는 센다이시내에서 열린 기자회견에서 “(몸이 잘 따라주지 않을 정도로) 전력이 되질 못하고 젊은 선수들의 기회를 막고 있다. 할 수 있는 것을 쏟아부으면서 기대하며 왔지만 무의식적으로 (젊은 선수들에게)맡길 수 있게 됐다”라고 심경을 밝혀 금년을 끝으로 현역에서 은퇴하겠다는 입장을 밝혔다.
라쿠텐 구단에서는 우천으로 인해 취소됐던 대체 경기인 10월 4일 후쿠오카 소프트뱅크 호크스와의 경기(코보스타 미야기)를 사이토의 은퇴 경기로서 개최됐다. 9회초에 무사에서 ‘타자 한 명’이라는 조건으로 등판한 사이토는 호소카와 도루로부터 헛스윙 삼진을 뺏어내면서 23년 간의 현역 생활을 마감했다. 경기 종료 후에 열린 은퇴식에서의 팬들에게 전하는 마지막 인사에서 사이토는 다음과 같이 말했다.

오늘까지 혼신을 담아 야구공에 몸을 던져 왔습니다만 몸과 기술, 그리고 체력이 팀에 도움이 되지 못하고 저의 몸은 한계에 이르렀습니다. 후배들에게 모든 것을 맡기고 ‘야구인 사이토 다카시’로서 제2의 인생을 걸어나가고 싶습니다.

### 그 후
2015년 10월에는 NHK 종합 텔레비전의 《선데이 스포츠》에서 ‘먼슬리 캐스터’를 맡았다. 2015년 4월부터 먼슬리 캐스터 제도를 도입한 이 프로그램이 야구 관계자를 먼슬리 캐스터로 기용한 것은 2014년까지 라쿠텐의 1군 감독이었던 초대(4월 담당) 캐스터인 호시노 센이치 이래 두 번째이다.
《선데이 스포츠》의 ‘먼슬리 캐스터’ 담당 마지막 날(2015년 10월 25일) 방송에서는 “메이저 리그를 비롯해서 미국의 여러 가지 야구 시스템에 대해 배우고 싶다”라는 포부를 밝힌 것과 동시에 현역 시절에 매니지먼트 계약을 맺었던 요시모토흥업에 계약 사원으로 입사한다고 밝혔다. 요시모토흥업이 매니지먼트를 담당하고 있던 프로 야구 선수를 현역 은퇴 후에 계약 사원으로 채용한 것은 사이토와 마찬가지로 예전에 메이저 리그에서 활약했던 이시이 가즈히사(2014년 4월 1일자로 채용)에 이은 두 번째 사례이다.

## 지도자 복귀
2020년 시즌부터는 도쿄 야쿠르트 스왈로스의 1군 투수 코치를 로 지도자 생활을 시작했다. 대학시절부터 친분이 있는 다카쓰 신고가 1군 감독 취임에 따라서 첫 지도자로써 시작을 했다. 이후 2022년 시즌 요코하마 DeNA 베이스타스 1군 수석코치 겸 투수코치로 부임했다.

## 플레이 스타일
스리쿼터에서 슬라이더와 포심을 주무기로 삼진을 빼앗고 2010년까지 메이저 리그 통산 탈삼진률은 11.0을 기록했다. 그 밖에도 커브와 투심을 변화구로 하며 이전에는 포크볼도 던졌지만 2009년에 보스턴 레드삭스로 이적할 당시에 아메리칸 리그 동부지구에서는 자신있는 공 밖에 통용되지 않는다고 생각해서 실투 확률이 있는 포크볼을 사용하지 않고 포심과 투심, 슬라이더, 커브만 던지게 됐다고 한다.
메이저 리그에서 성공을 거둘 수 있었던 요인으로서 변화구 가운데 하나인 우타자의 바깥쪽으로 날카롭게 빠지는 슬라이더가 메이저 리그의 바깥으로 넓은 스트라이크 존에 적합했던 점을 들 수 있다. 더욱이 좌타자에게 백 도어(바깥의 볼존에서 스트라이크 존에 들어오는 슬라이더)도 큰 무기가 되면서 일본에서는 볼로 판정받았던 코스에서 스트라이크를 처리할 수 있었기 때문에 좌우에 관계없이 우위로 대전을 진행시킬 수 있게 됐고 2007년까지 로스앤젤레스 다저스 감독을 맡았던 그래디 리틀은 사이토에 대해 “새미(메이저 리그 시절에 사이토를 이렇게 불렀다)를 마무리 투수로 갖고 있었다는 것은 은행에 저금이 아주 많은 것과 같다. 그런 슬라이더가 있는 한, 무너질 리가 없다”고 높이 평가했다. 또한 일본 시절에 비해서 10 km/h에 가까운 구속이 늘어나면서 2007년에는 평균 구속 93.2 mph(약 150 km/h)과 최고 속도 99 mph(약 159 km/h)를 기록했다. 더 나아가 40세를 넘어서면서 평균 구속 91.8 mph(약 147.8 km/h)과 최고 속도 95 mph(약 153 km/h)를 기록했고, 2010년에는 스탠딩탈삼진률에서 양대 리그 1위인 33.5%를 기록했다. 가와카미 겐신은 “40세에 저런 공을 던지다니 정말 대단하다”고 감탄했다.

## 에피소드
메이저 리그를 배경으로 한 NHK의 TV 애니메이션 《메이저》의 제6시리즈에서 야구 감수를 맡았다.

## 상세 정보

### 출신 학교
- 도호쿠 고등학교
- 도호쿠 복지대학

### 선수 경력
NPB
- 요코하마 다이요 웨일스·요코하마 베이스타스(1992년 ~ 2005년)
- 도호쿠 라쿠텐 골든이글스(2013년 ~ 2015년)

MLB
- 로스앤젤레스 다저스(2006년 ~ 2008년)
- 보스턴 레드삭스(2009년)
- 애틀랜타 브레이브스(2010년)
- 밀워키 브루어스(2011년)
- 애리조나 다이아몬드백스(2012년)

### 기타 경력
- NHK 야구 해설위원 (2016년 ~ 2019년)
- TBS 텔레비전.TV 도쿄, TV 가나가와, 센다이 방송 야구해설위원(2021년)

### 지도자 경력
- 도쿄 야쿠르트 스왈로스 1군 투수 코치(2020년 ~ 2021년)
- 요코하마 DeNA 베이스타스 1군 수석코치 겸 투수코치(2022년 ~ )

### 수상·타이틀 경력

#### 타이틀
NPB
- 최다 탈삼진 : 1회(1996년)

#### 수상
NPB
- 월간 MVP : 1회(1996년 4월)
- 컴백상 : 1회(1998년)
- 일본 시리즈 우수 선수상 : 1회(1998년)
- 우수 JCB·MEP상 : 2회(1994년, 1996년)
- JA 전농 Go·Go상 : 1회(최다 탈삼진상 : 1994년 5월)

MLB
- 구원 최다 탈삼진 : 1회(2006년)
- DHL Delivery Man of the Year Award : 1회(2007년 8월)

### 개인 기록

#### 첫 기록(NPB)
- 첫 등판·첫 선발 : 1992년 4월 7일, 대 히로시마 도요 카프 1차전(요코하마 스타디움), 4와 1/3이닝 3실점에서 패전 투수
- 첫 탈삼진 : 상동, 1회초에 노무라 겐지로로부터
- 첫 승리·첫 완투 승리 : 1993년 4월 29일, 대 요미우리 자이언츠 4차전(요코하마 스타디움), 9이닝 1실점
- 첫 안타·첫 타점 : 상동, 7회말에 구와타 마스미로부터 좌중간 적시 2루타
- 첫 완봉 승리 : 1994년 4월 10일, 대 주니치 드래곤스 2차전(나고야 구장)
- 첫 세이브 : 1998년 4월 12일, 대 요미우리 자이언츠 3차전(요코하마 스타디움), 6회초에 2번째 투수로서 구원 등판·마무리, 4이닝 무실점
- 첫 홀드 : 2005년 7월 10일, 대 히로시마 도요 카프 7차전(가고시마 현립 가모이케 야구장), 7회초 2사에 2번째 투수로서 구원 등판, 1/3이닝 무실점

#### 기록 달성 경력(NPB)
- 통산 1000투구 이닝 : 1999년 8월 21일, 대 야쿠르트 스왈로스 19차전(메이지 진구 야구장), 5회말 3아웃에 미야모토 신야를 2루수 뜬공으로 달성 ※역대 281번째
- 통산 1000탈삼진 : 2001년 6월 26일, 대 야쿠르트 스왈로스 13차전(나가노 올림픽 스타디움), 9회말에 이와무라 아키노리로부터 ※역대 104번째
- 통산 1500투구 이닝 : 2005년 9월 19일, 대 히로시마 도요 카프 19차전(요코하마 스타디움), 5회초 2아웃에 아라이 다카히로를 우익수 뜬공으로 달성 ※역대 156번째

#### 기타(NPB)
- 올스타전 출장 : 4회(1994년, 1996년, 1999년, 2001년)
- 포스트 시즌 최고령 승리 투수 : 43세 8개월, 2013년 10월 21일, 대 지바 롯데 마린스 전(일본제지 클리넥스 스타디움 미야기), 7회 도중부터 등판, 클라이맥스 시리즈 파이널 스테이지 4차전
- 최고령 세이브 : 44세 4개월, 2014년 7월 11일, 대 지바 롯데 마린스 10차전(코보스타 미야기), 9회초에 6번째 투수로서 등판, 1이닝 무실점

#### MLB
- 올스타전 출장 : 1회(2007년)
- 신인 세이브수 구단 역대 1위(24세이브, 로스앤젤레스 다저스, 2006년 9월 28일)
- 첫 세이브 기회부터의 구원 성공률 메이저 리그 역대 1위(2007년 6월 26일)

### 등번호
- 11(1992년 ~ 2005년)
- 44(2006년 ~ 2008년, 2013년 ~ 2015년)
- 24(2009년)
- 40(2010년 ~ 2011년)
- 48(2012년)
- 77(2020년 ~ 2021년)
- 91(2022년 ~ )

### 연도별 투수 성적
| 연 도      | 소 속           | 등 판 | 선 발 | 완 투 | 완 봉 | 무 4 구 | 승 리 | 패 전 | 세 이 브 | 홀 드 | 승 률 | 타 자 | 이 닝 | 피 안 타 | 피 홈 런 | 볼 넷 | 고 4 | 몸 맞 | 탈 삼 진 | 폭 투 | 보 크 | 실 점 | 자 책 점 | 평 자 책 | W H I P |
| ---------- | --------------- | ----- | ----- | ----- | ----- | ------- | ----- | ----- | -------- | ----- | ----- | ----- | ----- | -------- | -------- | ----- | ---- | ----- | -------- | ----- | ----- | ----- | -------- | -------- | ------- |
| 1992년     | 다이요 요코하마 | 6     | 2     | 0     | 0     | 0       | 0     | 2     | 0        | --    | .000  | 76    | 16.0  | 18       | 2        | 10    | 0    | 0     | 21       | 2     | 0     | 16    | 15       | 8.44     | 1.75    |
| 1993년     | 다이요 요코하마 | 29    | 23    | 2     | 0     | 0       | 8     | 10    | 0        | --    | .444  | 627   | 149.0 | 127      | 15       | 61    | 1    | 6     | 125      | 7     | 0     | 66    | 63       | 3.81     | 1.26    |
| 1994년     | 다이요 요코하마 | 28    | 27    | 7     | 3     | 1       | 9     | 12    | 0        | --    | .429  | 769   | 181.0 | 175      | 5        | 69    | 4    | 8     | 169      | 2     | 0     | 70    | 63       | 3.13     | 1.35    |
| 1995년     | 다이요 요코하마 | 26    | 26    | 2     | 0     | 0       | 8     | 9     | 0        | --    | .471  | 682   | 162.0 | 166      | 13       | 45    | 1    | 6     | 132      | 1     | 0     | 79    | 71       | 3.94     | 1.30    |
| 1996년     | 다이요 요코하마 | 28    | 27    | 11    | 2     | 0       | 10    | 10    | 0        | --    | .500  | 801   | 196.2 | 157      | 31       | 63    | 1    | 11    | 206      | 4     | 1     | 80    | 72       | 3.29     | 1.12    |
| 1998년     | 다이요 요코하마 | 34    | 18    | 1     | 0     | 0       | 13    | 5     | 1        | --    | .722  | 572   | 143.2 | 131      | 9        | 23    | 1    | 2     | 101      | 2     | 0     | 49    | 47       | 2.94     | 1.07    |
| 1999년     | 다이요 요코하마 | 26    | 26    | 5     | 2     | 2       | 14    | 3     | 0        | --    | .824  | 754   | 184.2 | 178      | 32       | 31    | 0    | 6     | 125      | 1     | 1     | 83    | 81       | 3.95     | 1.13    |
| 2000년     | 다이요 요코하마 | 19    | 19    | 1     | 1     | 0       | 6     | 10    | 0        | --    | .375  | 493   | 115.2 | 123      | 17       | 36    | 1    | 3     | 97       | 1     | 0     | 74    | 71       | 5.52     | 1.37    |
| 2001년     | 다이요 요코하마 | 50    | 0     | 0     | 0     | 0       | 7     | 1     | 27       | --    | .875  | 251   | 64.2  | 51       | 6        | 14    | 3    | 0     | 60       | 0     | 0     | 12    | 12       | 1.67     | 1.01    |
| 2002년     | 다이요 요코하마 | 39    | 0     | 0     | 0     | 0       | 1     | 2     | 20       | --    | .333  | 197   | 47.2  | 37       | 5        | 15    | 3    | 4     | 46       | 0     | 0     | 17    | 13       | 2.45     | 1.09    |
| 2003년     | 다이요 요코하마 | 17    | 17    | 1     | 0     | 0       | 6     | 7     | 0        | --    | .462  | 439   | 103.1 | 103      | 16       | 22    | 1    | 9     | 72       | 1     | 0     | 59    | 48       | 4.18     | 1.21    |
| 2004년     | 다이요 요코하마 | 16    | 7     | 0     | 0     | 0       | 2     | 5     | 0        | --    | .286  | 211   | 44.1  | 64       | 12       | 13    | 0    | 2     | 37       | 1     | 1     | 41    | 38       | 7.71     | 1.74    |
| 2005년     | 다이요 요코하마 | 21    | 16    | 0     | 0     | 0       | 3     | 4     | 0        | 1     | .429  | 457   | 106.0 | 111      | 12       | 29    | 1    | 7     | 93       | 2     | 0     | 50    | 45       | 3.82     | 1.33    |
| 2006년     | LAD             | 72    | 0     | 0     | 0     | 0       | 6     | 2     | 24       | 7     | .750  | 303   | 78.1  | 48       | 3        | 23    | 3    | 2     | 107      | 2     | 0     | 19    | 18       | 2.07     | 0.91    |
| 2007년     | LAD             | 63    | 0     | 0     | 0     | 0       | 2     | 1     | 39       | 1     | .667  | 234   | 64.1  | 33       | 5        | 13    | 0    | 3     | 78       | 0     | 0     | 10    | 10       | 1.40     | 0.72    |
| 2008년     | LAD             | 45    | 0     | 0     | 0     | 0       | 4     | 4     | 18       | 0     | .500  | 197   | 47.0  | 40       | 1        | 16    | 3    | 2     | 60       | 1     | 0     | 14    | 13       | 2.49     | 1.19    |
| 2009년     | BOS             | 56    | 0     | 0     | 0     | 0       | 3     | 3     | 2        | 3     | .600  | 240   | 55.2  | 50       | 6        | 25    | 2    | 5     | 52       | 1     | 0     | 16    | 15       | 2.43     | 1.35    |
| 2010년     | ATL             | 56    | 0     | 0     | 0     | 0       | 2     | 3     | 1        | 17    | .400  | 221   | 54.0  | 41       | 4        | 17    | 2    | 0     | 69       | 2     | 0     | 20    | 17       | 2.83     | 1.07    |
| 2011년     | MIL             | 30    | 0     | 0     | 0     | 0       | 4     | 2     | 0        | 10    | .667  | 108   | 26.2  | 21       | 2        | 9     | 2    | 1     | 23       | 2     | 0     | 6     | 6        | 2.03     | 1.13    |
| 2012년     | ARI             | 16    | 0     | 0     | 0     | 0       | 0     | 0     | 0        | 2     | ----  | 60    | 12.0  | 17       | 4        | 5     | 1    | 1     | 11       | 1     | 0     | 14    | 9        | 6.75     | 1.83    |
| 2013년     | 라쿠텐          | 30    | 0     | 0     | 0     | 0       | 3     | 0     | 4        | 4     | 1.000 | 111   | 26.2  | 25       | 1        | 10    | 0    | 1     | 25       | 2     | 0     | 7     | 7        | 2.36     | 1.31    |
| 2014년     | 라쿠텐          | 31    | 0     | 0     | 0     | 0       | 1     | 1     | 3        | 9     | .500  | 134   | 31.1  | 27       | 2        | 15    | 2    | 2     | 21       | 2     | 0     | 9     | 9        | 2.59     | 1.34    |
| 2015년     | 라쿠텐          | 3     | 0     | 0     | 0     | 0       | 0     | 0     | 0        | 0     | .000  | 12    | 2.1   | 5        | 1        | 1     | 0    | 0     | 1        | 0     | 0     | 2     | 2        | 7.71     | 2.57    |
| NPB : 16년 | NPB : 16년      | 403   | 208   | 30    | 8     | 3       | 91    | 81    | 55       | 14    | .529  | 6586  | 1575  | 1498     | 179      | 457   | 19   | 67    | 1331     | 28    | 3     | 715   | 6557     | 3.75     | 1.24    |
| MLB : 7년  | MLB : 7년       | 338   | 0     | 0     | 0     | 0       | 21    | 15    | 84       | 40    | .583  | 1363  | 338.0 | 250      | 25       | 108   | 13   | 14    | 400      | 9     | 0     | 99    | 88       | 2.34     | 1.06    |

- 굵은 글씨는 시즌 최고 성적
- 다이요(요코하마 다이요 웨일스)는 1993년에 요코하마(요코하마 베이스타스)로 구단명을 변경

## 같이 보기
- 일본 프로 야구 컴백상